# Consumer to Consumer
Con Consumer to Consumer si indicano le transazioni che avvengono tra singoli soggetti per via telematica attraverso appositi siti internet (che fungono da intermediari); tali siti gestiscono l'ambiente nel quale gli utenti interagiscono, lasciando ampia autonomia nella regolazione delle modalità delle transazioni che vengono appunto decise dai singoli venditori e acquirenti. Le entrate di questi siti derivano maggiormente dalla percentuale che ricevono sulle transazioni degli utenti.
Tipico esempio di tale forma di commercio elettronico sono le aste online 